# Herringløse
Herringløse is een plaats in de Deense regio Seeland, gemeente Roskilde, en telt 416 inwoners (2007).